# Vindrosen (tidsskrift)
 For alternative betydninger, se Vindrose.
Vindrosen var et litterært tidsskrift, der blev udgivet i 1954-1973. De første år var Tage Skou-Hansen redaktør med Peter P. Rohde som medredaktør. Senere overtog blandt andre de to forfatterredaktører Villy Sørensen og Klaus Rifbjerg.
Tidsskriftet var både en fortsættelse til og et opgør med tidsskriftet Heretica. Mange bidragydere fra Heretica gik igen på Vindrosen.